# Kaio Maniçoba
Kaio Cesar de Moura Maniçoba Novaes Ferraz ou Kaio Maniçoba (Floresta, 14 de novembro de 1983) é um empresário e político brasileiro. É deputado estadual de Pernambuco pelo PP. Já ocupou o mandato de deputado federal em 2014 pelo PHS e não obteve a reeleição em 2018 ao disputar pelo partido Solidariedade. É filho de Rorró Maniçoba (PSB).
Durante o mandato na Câmara dos Deputados, também se licenciou para exercer o cargo da Secretaria de Habitação de Pernambuco entre julho de 2017 e abril de 2018, no primeiro governo Paulo Câmara. À época, a ida de Kaio para a pasta abriu espaço para Luciano Bivar (PSL), então suplente, assumir mandato de deputado federal em Brasília. Em 2021, foi nomeado presidente do IPA, Instituto Agronômico de Pernambuco, pelo governador Paulo Câmara.
A mãe de Kaio, Rorró Maniçoba, foi prefeita de Floresta, no Sertão do São Francisco, por oito anos a partir de 2009. Em 2016, não elegeu o candidato apoiado à sua sucessão. Em 2020, venceu as eleições e retornou ao cargo em 1º de janeiro do ano seguinte para mandato de quatro anos.

## Biografia
Foi eleito deputado federal em 2014, para a 55.ª legislatura (2015-2019), pelo PHS.
Em 13 de Julho de 2017, foi nomeado para a secretaria de Habitação de Pernambuco, pelo governador Paulo Câmara, sendo substituído por Luciano Caldas Bivar. No entanto, em 6 de abril de 2018 ele foi substituído por Raul Goiana Novaes Menezes.. Por sua vez, Raul foi substituído, em 6 de junho de 2018, por Bruno Lisboa.
Em 2022, foi eleito para uma cadeira na câmara estadual com 45.791 votos.

### Comissão da CPI da Petrobras
Kaio foi o 3º vice-presidente da CPI da Petrobras em 2015, e participou pela CPI de uma comitiva em 18 de maio de 2015 na Refinaria Abreu e Lima, no Complexo Industrial de Suape, no Litoral Sul de Pernambuco.

### Maioridade Penal
O deputado Kaio Maniçoba era contrário a diminuição da maioridade penal, mas mudou de opinião como sendo favorável. Em entrevista ao Diario de Pernambuco em junho de 2015, em uma matéria sobre a opinião da bancada de Pernambuco sobre PEC 171/93, Kaio declarou ser contra a redução da maioridade. Ao ser questionado pela mudança de opinião alegou: "A minha opinião é que a forma como está sendo colocada, apenas ser contra ou a favor. Voto contrário. Acho que não deveria ser assim, tinha que ser analisado várias alternativas antes de colocar em votação".

### Impeachment de Dilma
Kaio foi o representante na comissão especial do partido PHS destinada a analisar o pedido de impeachment da presidente Dilma Rousseff (PT). A decisão foi tomada após reuniões entre a Executiva Nacional e a Bancada Federal do PHS na Câmara dos Deputados. O deputado Carlos Andrade (PHS-RR) será o suplente solidarista.
No plenário, votou a favor do Processo de impeachment de Dilma Rousseff.

### Outros temas
Já durante o Governo Michel Temer, votou a favor da PEC do Teto dos Gastos Públicos. Em abril de 2017 foi favorável à Reforma Trabalhista. 